# La Bête blanche
Pour plus de détails, voir Fiche technique et Distribution.
La Bête blanche (白い野獣, Shiroi yajū) est un film japonais réalisé par Mikio Naruse, sorti en 1950.

## Synopsis
Keiko Yukawa, ancienne prostituée, arrive dans un centre de rééducation pour femmes.

## Fiche technique
- Titre : La Bête blanche
- Titre original : 白い野獣 (Shiroi yajū?)
- Réalisation : Mikio Naruse
- Scénario : Mikio Naruse et Motosada Nishiki
- Musique : Akira Ifukube
- Photographie : Masao Tamai (ja)
- Montage : Yoshiharu Bandō
- Production : Tomoyuki Tanaka
- Société de production : Tanaka Productions
- Société de distribution : Tōhō (Japon)
- Pays d'origine :  Japon
- Langue originale : japonais
- Format : noir et blanc - 1,37:1 - 35 mm - son mono
- Genre : drame
- Durée : 97 minutes (métrage : 10 bobines - 2 526 m[2])
- Dates de sortie : 
  - Japon : 3 juin 1950[2]

## Distribution
- Mitsuko Miura : Keiko Yukawa
- Sō Yamamura : Ryosuke Izumi
- Eiji Okada : Iwasaki
- Kimiko Iino : Yuko Nakahara
- Chieko Nakakita : Ono Yoko
- Mayuri Mokushō (ja) : Mari Sayama
- Noriko Sengoku : Hideko Miyoshi
- Tanie Kitabayashi : Tamae Masuda
- Masao Shimizu